# Little York, Illinois
Little York là một làng thuộc quận Warren, tiểu bang Illinois, Hoa Kỳ. Năm 2010, dân số của làng này là 331 người.

## Dân số
Dân số qua các năm:
- Năm 2000: 269 người.
- Năm 2010: 331 người.